# Curassanthura
Curassanthura là một chi giáp xác nước ngọt trong họ Leptanthuridae. Chi này gồm các loài sau:
- Curassanthura bermudensis Wägele & Brandt, 1985
- Curassanthura canariensis Wägele, 1985
- Curassanthura halma Kensley, 1981
- Curassanthura jamaicensis Kensley, 1992